# 赤ちゃん泥棒
『赤ちゃん泥棒』（あかちゃんどろぼう、原題: Raising Arizona）は、1987年製作のアメリカ映画。コーエン兄弟製作映画。子供欲しさで赤ん坊を誘拐した夫婦と、その夫婦が巻き起こす騒動を描いたコメディ映画。

## 概要
処女作の『ブラッド・シンプル』の成功で実力を認められたコーエン兄弟が、ハリウッド大手スタジオの20世紀フォックスから資金援助を受けて製作した作品である。
主役の夫婦をニコラス・ケイジとホリー・ハンターが演じている。ハンターにとってこの作品は、同年に公開された『ブロードキャスト・ニュース』と共に、彼女のキャリアを飛躍させる出世作となった。
1987年3月13日に北米公開。アメリカとカナダでは約2200万ドル、それ以外では約600万ドルの興行収入を挙げた。興行的に成功を収め、批評家たちからも概ね好意的な評価をされた。

## ストーリー
物語の舞台はアリゾナ州。強盗のハイと警察官のエドは刑務所で出会ってハイの出所後に結婚。ハイにも仕事が見つかり、砂漠のトレーラーハウスで暮らす二人は幸せだったが、しばらくしてエドに子供が出来ないという事実が分かる。
ハイに前科があるために養子を取ることも出来ず、エドはひどく落ち込んで警察も辞めてしまう。思い余った二人は、地元の有力者ネイサン・アリゾナの家で五つ子が誕生したというニュースを見て、彼の家に忍び込んで赤ん坊の一人を盗み出してしまう。
誘拐した赤ん坊をジュニアと名付け、しばし幸福感を味わう二人。しかしハイの煩わしい上司や脱獄してきた刑務所仲間に嗅ぎ付けられ、ジュニアを巡る争奪戦が勃発する。そこにヘルズ・エンジェルズを髣髴させる不気味な賞金稼ぎスモールスも絡んでくるのであった。

## キャスト
- ハイ・マクダノー：ニコラス・ケイジ
- エドウィーナ・マクダノー：ホリー・ハンター
- ネイサン・アリゾナ：トレイ・ウィルソン
- ゲイル・スナーツ：ジョン・グッドマン
- エヴェル・スナーツ：ウィリアム・フォーサイス
- グレン：サム・マクマレイ
- ドット：フランシス・マクドーマンド
- レオナルド・スモールス：ランドール・“テックス”・コッブ

## 評価
レビュー・アグリゲーターのRotten Tomatoesでは62件のレビューで支持率は90%、平均点は7.70/10となった。Metacriticでは23件のレビューを基に加重平均値が69/100となった。